# Tugainus
Tugainus is een geslacht van rechtvleugeligen uit de familie krekels (Gryllidae). De wetenschappelijke naam van dit geslacht is voor het eerst geldig gepubliceerd in 1986 door Gorochov.

## Soorten
Het geslacht Tugainus  is monotypisch en omvat slechts de volgende soort:
- Tugainus dreuxi (Chopard, 1966)